# Gabriel Malzaire
Gabriel Malzaire (Mon Repos, 4 de outubro de 1957) é um prelado católico santa-lucense, ex-bispo de Roseau e atual arcebispo de Castries.

## Formação e ministério sacerdotal
Gabriel Malzaire completou seus estudos do sacerdócio no seminário regional de Trinidad e Tobago e depois em Chicago. Ele obteve seu doutorado em teologia sistemática na Pontifícia Universidade Gregoriana de Roma.
Em 28 de julho de 1985 foi ordenado sacerdote pela arquidiocese de Castries. Foi vigário paroquial, pastor e professor no seminário regional de Port of Spain em Trinidad e Tobago.

## Ministério episcopal
Em 10 de julho de 2002, o Papa João Paulo II o nomeou bispo de Roseau. Ele recebeu a ordenação episcopal em 4 de outubro, na Catedral de Roseau, do Arcebispo Metropolitano de Castries Kelvin Edward Felix; os co-consagrantes foram o Arcebispo Metropolitano de Port of Spain, Edward Joseph Gilbert, seu antecessor, e o de Kingston na Jamaica, Edgerton Roland Clarke.
De 4 de outubro de 2007 a 8 de fevereiro de 2012, Dom Gabriel foi também administrador apostólico de Saint John's-Basseterre. A partir de 2017, foi presidente da Conferência Episcopal das Antilhas.
Enquanto bispo, em 2013, Malzaire havia se posicionado a favor da revogação das leis contra a homossexualidade em Dominica, em consonância com a declaração do Vaticano de 2008 às Nações Unidas; contudo, no final de 2020, ele entrou com documentos judiciais, em nome do Conselho Cristão de Dominica, do qual era presidente, em favor das leis de criminalização LGBTQ em Dominica.
Em 11 de fevereiro de 2022, o Papa Francisco o nomeou arcebispo metropolitano de Castries; ele sucedeu Robert Rivas, que renunciou devido ao limite de idade. Foi instalado em 24 de abril. Permaneceu como administrador da Diocese de Roseau até 25 de julho de 2024.

O arcebispo foi nomeado Companheiro da Ordem de São Miguel e São Jorge (CMG) nas homenagens de aniversário de 2023 por "serviços ao desenvolvimento comunitário".